# Schistocometa brenskei
Schistocometa brenskei är en skalbaggsart som beskrevs av Edmund Reitter 1900. Schistocometa brenskei ingår i släktet Schistocometa och familjen Melolonthidae. Inga underarter finns listade i Catalogue of Life.